# Rhytiphora devota
Rhytiphora devota är en skalbaggsart som först beskrevs av Francis Polkinghorne Pascoe 1866.  Rhytiphora devota ingår i släktet Rhytiphora och familjen långhorningar. Inga underarter finns listade i Catalogue of Life.